# John Rodker
John Rodker (1894-1955), est un écrivain, poète et éditeur britannique.

## Biographie
Issu d'une famille juive ayant fui les pogroms et installée à Manchester vers 1880, John Rodker grandit à Londres où il rejoint un groupe formé de jeunes artistes et écrivains anglais vivant tous dans le quartier de Whitechapel. 
Durant la Première Guerre mondiale, il est objecteur de conscience ; arrêté en 1917, il passe les derniers mois du conflit dans la Prison du Dartmoor.
En 1919, il crée la maison d'édition Ovid Press ; pendant un an, il publie T. S. Eliot et Ezra Pound, ainsi que quelques recueils de dessins de Wyndham Lewis, Henri Gaudier-Brzeska et Edward Wadsworth. John Rodker rejoint ensuite la rédaction de The Little Review en tant que correspondant étranger.
Durant les années 1920, il est à Paris et travaille sur les écrits de James Joyce, notamment sur Ulysses, se heurtant à des problèmes de censure. Il lance deux maisons d'édition à tirage limité voire clandestin, la Casanova Society et la marque J. Rodker, sociétés qu'il liquidera en 1932. 
Durant les années 1930, il se concentre sur la traduction de nombreux auteurs français. Il s'intéresse aux auteurs russes, et en 1937, pour le centenaire d'Alexandre Pouchkine, il lance les Pushkin Press.
En 1938, à la suite de l'arrivée de Sigmund Freud à Londres, il crée les éditions Imago Publishing Company, et, aux côtés d'Anna Freud, publie de nombreux inédits du maître de la psychanalyse durant plus d'une vingtaine d'années, traduisant également les écrits de Marie Bonaparte.
John Rodker n'est pas seulement éditeur, il publie de nombreux poèmes entre 1914 et 1932, et traduit en anglais l’œuvre de Lautréamont.
Il se marie trois fois  : avec l'écrivaine anglaise Mary Butts (1890-1937), puis la peintre Barbara McKenzie-Smith (1902-1996), et enfin la libraire parisienne Marianne Rais, la fille de sa traductrice Ludmila Savitzky.
Il reçut à titre posthume, la Légion d'honneur.

## Écrits
- Poems, 1914
- Hymns, Ovid Press, 1920
- Montagnes russes[4], 1923
- Dartmoor, Éditions du Sagittaire[4], 1926
- The Future of Futurism, 1926
- Adolphe 1920, 1929
- Collected Poems, 1912-1925, Hours Press, 1930
- Memoirs of Other Fronts, 1932

## Sources
John Rodker (Wikisource)